# Cultura de Fremont
La cultura de Fremont fue una derivación de la cultura anasazi. Su principal ciudad fue Villa Mediana. En realidad, los fremontes eran grupos de cazadores de búfalos provenientes de Canadá que se asentaron en la zona de Utah. Luego los fremontes empezaron a tener contactos con las grandes ciudades aridoamericanas, tales como Paquimé, Cuarenta Casas, Mesa Verde y Las Pintas. Estos nexos comerciales influyeron mucho en los fremontes, quienes empezaron a dedicarse a la cestería, la extracción de turquesa y la pintura de petroglifos. En el siglo X, ocurre el derrumbe del grupo dirigente y los fremontes quedan expuestos a invasiones de otras ciudades. Así pues, la población abandonó las grandes ciudades y habitó extensas cuevas a lo largo del desierto. De ese modo, vino la decadencia y desaparición de la cultura Fremont. Cuando los españoles descubrieron la zona, los fremontes habían desaparecido y las grandes ciudades eran ocupadas por los shoshones.
- Datos: Q1455209
- Multimedia: Fremont culture / Q1455209